# Culture à Mazouna
La culture à Mazouna  est l'un des domaines les plus importants de la commune de  Mazouna ainsi que de la wilaya de Relizane, où elle a permis par la présence de nombreuses civilisations à travers l'histoire de former un véritable patrimoine culturel dans la ville. On y retrouvait également de nombreuses élites scientifiques et religieuses.et c'est pour cette raison que ses idiots l'ont surnommée la Cité des Sciences et des savants. La culture est encadrée par de nombreux organismes locaux et étatiques, comme la Direction de la Culture er des Arts de la wilaya de Relizane, ainsi que par des associations culturelles qui travaillent à la mise en œuvre de leurs programmes au cours de l'année.

## Patrimoine

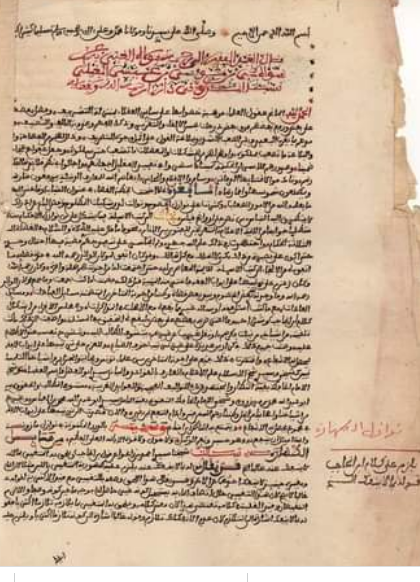
الدرر المكنونة في نوازل مازونة

### Veille ville
La ville antique comprend 6 quartiers : Kasbah, Tayssert, Boudheloul, Boualoufa, Boumataa Oulad Sayeh, et elle occupe une superficie de 36 hectares et contient des mosquées historiques ,marché , bain ,place . Elle a quant à elle bénéficié du classement ministériel qui vise à préserver et à préserver. restaurez-le.

### Manuscrits
De nombreuses familles nobles Mazouna  comme (Belhemissi , Elkatroussi , Henni ....ect ) possèdent de nombreux manuscrits, considérant qu'elles étaient cadis, imams et muftis, à l'époque islamique moyenne et à l'époque ottomane, et le manuscrit le plus important disponible est celui des " Nawazil  Mazouna."

### Coutumes
Al maoulid al nabaoui La célébration de l'anniversaire du Prophète parmi les habitants de Mazouna fait partie des coutumes et traditions sacrées, car les enfants sortent déguisés en cheikhs, portant des instruments de musique, jouant dessus, chantant et collectant de l'argent auprès des bienfaiteurs .Cette célébration s'appelle Bouchikh.

## Association
Associacion Dahra   C'est l'une des associations les plus importantes actives dans l'État et dans la région de Dhahra, car elle cherche à faire connaître, faire connaître et préserver le patrimoine matériel et immatériel de Mazouna. Elle organise également de nombreux concours scientifiques et de connaissances, tels que :
1. Burnous Dahra
2. Plume du Dahra

## Festivités
- Poésie du Melhoun au carnet de Mazouna [9]: Un événement culturel spécialisé en poésie et appelé en arabe  "Qacidat melhoun fi kounache Mazouna" Il est organisé par la Direction de la Culture, où les trois lauréats reçoivent de précieux prix   [10]

## Intellectuels
- Loukil Youcef [11]

- Moulay Belhamissi